# Nils Andersson (Radsportler)
Nils Andersson (* 13. Oktober 1909; † unbekannt) war ein schwedischer Radrennfahrer und nationaler Meister im Radsport.

## Sportliche Laufbahn
1934 gewann Andersson seine ersten nationalen Titel im Straßenradsport. Er siegte mit Arne Berg, und Berndt Carlsson in der Mannschaftswertung des Einzelzeitfahrens und in der Mannschaftswertung des Straßenrennens. Den Titel in der Mannschaftswertung des Einzelzeitfahrens holte er auch 1935, 1937, 1941 und 1944. Den Titel in der Mannschaftswertung des Straßenrennens gewann er erneut 1937. Seinen letzten schwedischen Meistertitel gewann er 1944 gemeinsam mit Evert Widewall und Sven Folke Lennart Johansson.
In der Mälaren Runt 1943 wurde er Zweiter hinter Sven Johansson.